# 神奈川県公共的施設における受動喫煙防止条例

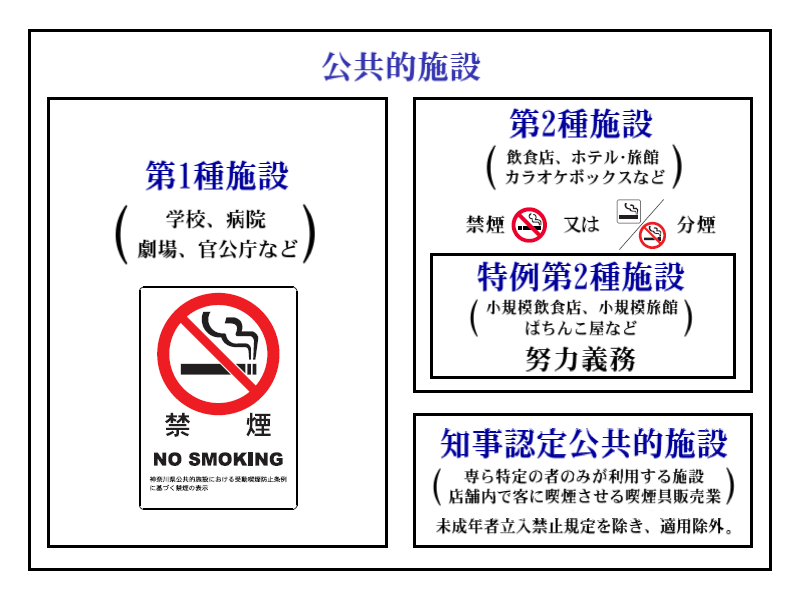
「公共的施設」の種別、規制の違い（条例2条、9条、13条、20条、21条、別表1、別表2）

神奈川県公共的施設における受動喫煙防止条例（かながわけんこうきょうてきしせつにおけるじゅどうきつえんぼうしじょうれい、平成21年神奈川県条例第27号）は、神奈川県の条例。2009年（平成21年）3月31日公布、翌2010年（平成22年）4月1日施行。一部の条項は2011年（平成23年）4月1日から施行した。
日本の地方自治体で初めて制定された、受動喫煙の防止を目的とする条例である。不特定多数の者が利用する公共的な室内空間における受動喫煙（環境たばこ煙への曝露）による健康影響を防止することを目的とする。
「受動喫煙防止条例」「禁煙条例」などと略称される。本条例の制定をマニフェストに掲げて成立させた神奈川県知事（当時）の松沢成文は、条例制定までの経緯をまとめた自著において「受動喫煙防止条例」の語を用いている。
2020年（令和2年）4月の改正健康増進法全面施行により、原則として不特定多数の者が利用する施設は屋内禁煙が義務付けられた（ただし法令で定める要件を満たした喫煙室の設置は可能）。以降、受動喫煙防止については健康増進法の定めるところとなったが、県では「神奈川県公共的施設における受動喫煙防止条例」により、これに加えて一部独自の規定を定めている。

## 条例の概要
- 「公共的施設」を、施設の性質によって「第1種施設」（官公庁、病院、学校、劇場など）、「第2種施設」（飲食店、ホテル・旅館、カラオケボックスなど）に区分する。
- 「第1種施設」は原則禁煙とする（ただし喫煙所の設置は可能）。「第2種施設」は禁煙または分煙を選択する。
- 「第2種施設」のうち次の施設は「特例第2種施設」とし、この条例による規制は努力義務とする。

1. 調理場を除く床面積が100m2以下の小規模飲食店、床面積700m2以下の宿泊施設。
2. ぱちんこ屋、マージャン屋等の風俗営業等の規制及び業務の適正化等に関する法律（風営法）対象施設。

- 分煙 - 第2種施設において分煙を選択する場合、喫煙禁止区域にたばこの煙が流れ出ないようにする必要がある。
- 喫煙所 - 施設区分に関係なく、もっぱら喫煙のためだけに使用する喫煙所の設置が可能。その方法や基準は分煙と同様。
- 個人の義務 - 何人も、喫煙禁止区域内においては、喫煙をしてはならない。
- 施設管理者の義務 - 施設の入口などに禁煙・分煙等の表示を行うこと、喫煙区域に未成年者を立ち入らせないこと、喫煙禁止区域にたばこの煙が流れ出ないようにすること。また、禁煙・分煙の措置を利用者に周知すること、分煙とした場合に喫煙禁止区域を公共的空間の2分の1以上とすることを、努力義務とする。
- 保護者の義務 - 保護者はその監督下にある未成年者を喫煙区域に立ち入らせてはならない。保護者が同伴する場合も同様。
- 罰則 - 喫煙禁止区域での喫煙には2万円以下、施設管理者の義務違反には5万円以下の過料を科す。
- 施行期日 - 2010年（平成22年）4月1日から条例を施行する。ただし、第2種施設内の喫煙禁止区域での喫煙や、施設管理者に対する罰則は、2011年（平成23年）4月1日から適用する。
- 条例施行後3年後（平成25年）に、条例の見直しを行う。

## 制定過程
神奈川県では、2005年（平成17年）に「がんへの挑戦・10か年戦略」を策定し、その中で「たばこ対策の推進」を重点項目の一つに掲げた。
同2005年2月27日には世界保健機関 (WHO) により採択された国際条約である「たばこの規制に関する世界保健機関枠組条約」（たばこ規制枠組み条約）が発効している。同条約8条2項では「締約国は、屋内の職場、公共の輸送機関、屋内の公共の場所及び適当な場合には他の公共の場所におけるたばこの煙にさらされることからの保護を定める効果的な立法上、執行上、行政上又は他の措置を国内法によって決定された既存の国の権限の範囲内で採択し及び実施し、並びに権限のある他の当局による当該措置の採択及び実施を積極的に促進する。」と定められた。
また、日本国政府が2002年（平成14年）8月2日に公布した健康増進法（平成14年法律第103号）においては、第25条で「学校、体育館、病院、劇場、観覧場、集会場、展示場、百貨店、事務所、官公庁施設、飲食店その他の多数の者が利用する施設を管理する者は、これらを利用する者について、受動喫煙（室内又はこれに準ずる環境において、他人のたばこの煙を吸わされることをいう。）を防止するために必要な措置を講ずるように努めなければならない。 」と努力義務が定められた。
こうした世界的な受動喫煙防止への流れを受けて、神奈川県ではこれをさらに推し進め、公共的施設の室内またはこれに準ずる環境における原則禁煙を目指す条例の制定を企図し、2007年度（平成19年度）から検討委員会を設置して検討を続けてきた。
神奈川県は、2006年（平成18年）12月27日から2007年（平成19年）1月26日にかけて、受動喫煙防止条例の制定について賛否を問うアンケートをインターネット上で実施したところ、1月20日頃までは賛成票が反対票を大幅に上回っていたが、締め切り直前に突如逆転した。調査の結果、日本たばこ産業（JT）が社員を動員して反対票を組織的に投じる不正投票を行っていたことが判明した。神奈川県はこの結果を受け、アンケートを無作為抽出・郵送方式でやり直したところ、2007年12月12日に発表された再アンケートの結果では賛成票が88.5%を占めた。なお、こうした不正投票による妨害が明らかになった後も、日本たばこ産業 (JT) は条例制定について神奈川県および県議会に対する抗議コメントを出している。
2009年（平成21年）1月、松沢成文神奈川県知事が「公共的施設における受動喫煙防止条例（仮称）」の素案をまとめて発表すると、禁煙または分煙の措置が義務付けられる飲食店・風営法適用施設の経営者らが反発した。これに応じて、3年間の猶予期間を定めて禁煙または分煙の措置を義務付けられた小規模の飲食店と風営法適用施設について、禁煙または分煙の措置を「努力義務」に緩和するなどの変更が行われた。同年2月10日、知事は「神奈川県公共的施設における受動喫煙防止条例」案をまとめて神奈川県議会に提案した。議会では、自由民主党・公明党・県政会の3会派が、飲食店等への罰則適用除外などの修正案を示して対抗した。同年3月17日から18日にかけて、県議会厚生委員会で徹夜の折衝が行われた。結局、規制対象外とする飲食店の範囲を条例案より拡大する、民宿など面積700m2以下の小規模宿泊施設も対象外とする、規制対象の飲食店や宿泊施設・風営法適用施設などの罰則は2011年（平成23年）4月から適用する、などの修正が行われた上で、条例案は委員会で可決された。同年3月24日、議会本会議で修正案が賛成多数により可決され、条例は成立した。

## 内容
- 目的（1条）
  - 受動喫煙による県民の健康への悪影響が明らかであることにかんがみ、県民、保護者、事業者及び県の責務を明らかにするとともに、禁煙環境の整備及び県民が自らの意思で受動喫煙を避けることができる環境の整備を促進し、並びに未成年者を受動喫煙による健康への悪影響から保護するための措置を講ずることにより、受動喫煙による県民の健康への悪影響を未然に防止することを目的とする。
- 定義（2条）

1. 受動喫煙：室内又はこれに準ずる環境において、他人のたばこ（たばこ事業法第2条第3号に規定する製造たばこ（喫煙用に供し得る状態に製造されたものに限る。）をいう。以下同じ。）の煙を吸わされることをいう。
2. 公共的空間：不特定又は多数の者が出入りすることができる室内又はこれに準ずる環境（居室、事務室その他これらに類する室内又はこれに準ずる環境であって、専ら特定の者が出入りする区域及び喫煙所を除く。）をいう。
3. 公共的施設：公共的空間を有する施設（車両、船舶、航空機その他の移動施設を含む。以下同じ。）のうち、次に掲げる施設をいう。特に受動喫煙による健康への悪影響を排除する必要がある施設として別表第1に掲げるもの（第1種施設）、及び、受動喫煙による健康への悪影響を排除する必要がある施設として別表第2に掲げるもの（第2種施設）。
4. 施設管理者：公共的施設の管理について権限を有する者をいう。
5. 喫煙：たばこに火をつけ、その煙を発生させることをいう[注釈 1]。
6. 禁煙：公共的施設における公共的空間の全部を喫煙することができない区域（喫煙禁止区域）とすることをいう。
7. 分煙：第2種施設における公共的空間を、規則で定めるところにより、喫煙することができる区域（喫煙区域）と喫煙禁止区域とに分割することをいう。
8. 喫煙所：専らたばこを吸う用途に供するための区域をいう。
9. 事業者：施設を設けて事業を営む者をいう。
10. 保護者：親権を行う者、未成年後見人、児童福祉法第7条第1項に規定する児童福祉施設の長その他の者で、未成年者を現に監督保護する者をいう。

- 責務（3条から6条） - 受動喫煙による県民の健康への悪影響を未然に防止するための県民、保護者、事業者及び県の責務
- 推進体制の整備（7条）
  - 県は、県民、事業者及び市町村と連携し、及び協力して、受動喫煙の防止に関する普及及び啓発その他の必要な施策を推進するための体制を整備する。
- 禁止行為（8条） - 何人も、喫煙禁止区域内においては、喫煙してはならない
- 公共的施設における措置（9条）

1. 第1種施設の施設管理者は、その管理する第1種施設について、禁煙の措置を講じなければならない。
2. 第2種施設の施設管理者は、その管理する第2種施設について、禁煙又は分煙の措置を講じなければならない。
3. 第2種施設の施設管理者は、2の規定により分煙の措置を講じた場合においては、喫煙禁止区域の面積の合計を、当該第2種施設における公共的空間の面積の合計のおおむね2分の1以上とするよう努める。

- 喫煙所（10条） - 施設管理者は、その管理する公共的施設に喫煙所を設けることができる
- 喫煙禁止区域へのたばこの煙の流出の防止（11条）
  - 施設管理者は、分煙の措置を講じ、又は喫煙所を設けたときは、喫煙区域又は喫煙所から喫煙禁止区域へのたばこの煙の流出を防止するための措置を講じなければならない。その管理する公共的施設における公共的空間以外の区域が喫煙禁止区域に隣接する場合の当該公共的空間以外の区域についても同様の措置を講じなければならない。
- 喫煙器具又は設備の設置の禁止（12条）
  - 施設管理者は、その管理する喫煙禁止区域に吸い殻入れ、灰皿その他の喫煙の用に供する器具又は設備を設置してはならない。
- 未成年者の立入の制限（13条）

1. 施設管理者は、その管理する喫煙区域及び喫煙所に、未成年者を立ち入らせてはならない。
2. 保護者は、喫煙区域及び喫煙所に、その監督保護に係る未成年者を立ち入らせてはならない。

- 喫煙の中止等の求め（14条）
  - 施設管理者は、その管理する喫煙禁止区域において現に喫煙を行っている者を発見したときは、その者に対し、直ちに喫煙を中止し、又は当該喫煙禁止区域から退出するよう求めなければならない。
- 表示等（15条）

1. 施設管理者は、その管理する公共的施設の区分に応じた表示をしなければならない。
2. 施設管理者は、分煙の措置を講じ又は喫煙所を設置したことについて、その管理する公共的施設の利用者に周知させるよう努める。

- 立入調査等（16条） - 知事による報告等提出請求・立入り等の調査・質問
- 指導及び報告（17条） - 知事による指導・勧告
- 公表（18条） - 知事による、勧告に従わない施設管理者が管理する公共的施設の名称、違反の事実等の公表
- 命令（19条） - 知事による、勧告に係る措置の命令
- 知事が認定する公共的施設（20条）
  - 専ら特定の者のみが利用することができる第2種施設であって、当該特定の者以外の者について受動喫煙が生ずるおそれがないもの、又は専らたばこ若しくは喫煙具の販売業を営む店舗であって、当該店舗内において客に喫煙させる方法により、これらの商品を販売するものとして知事が認める公共的施設については、禁煙又は分煙の措置を講ずべき規定は、適用しない。
- 特例第2種施設（21条）

1. 第2種施設のうち、風俗営業等の規制及び業務の適正化等に関する法律第2条第1項第1号から第7号までに掲げる営業の用に供する施設等（特例第2種施設）の施設管理者は、禁煙又は分煙の措置等を講ずることを要しない。
2. 表示、立入調査、指導及び勧告、公表、命令等の規定は、特例第2種施設については、適用しない。

- 罰則（23条）

1. 報告等をせず、若しくは虚偽の報告等をし、若しくは立入調査を拒み、妨げ、若しくは忌避し、若しくは質問に対して答弁をせず、若しくは虚偽の答弁をした者又は命令に違反した者は、5万円以下の過料に処する。
2. 喫煙禁止区域において喫煙をした者は、2万円以下の過料に処する。

- 別表第1[注釈 2]

| （1）  | 幼稚園、小学校、中学校、高等学校、中等教育学校、特別支援学校、大学、高等専門学校、専修学校、各種学校その他これらに類するもの                                                                      |
| （2）  | ア 病院、診療所又は助産所 イ 薬局 ウ あん摩マッサージ指圧師、はり師、きゅう師又は柔道整復師の施術所                                                                                               |
| （3）  | 劇場、映画館又は演芸場 |
| （4）  | 観覧場 |
| （5）  | ア 集会場又は公会堂 イ 火葬場又は納骨堂 ウ 神社、寺院、教会その他これらに類するもの |
| （6）  | 展示場 |
| （7）  | 体育館、水泳場、ボウリング場その他の運動施設 |
| （8）  | 公衆浴場 |
| （9）  | 百貨店、マーケットその他の物品販売業を営む店舗 |
| （10） | 銀行その他の金融機関 |
| （11） | 郵便事業、電気通信事業、水道事業、電気事業、ガス事業又は熱供給事業の営業所 |
| （12） | ア 公共交通機関を利用する旅客の乗降、待合いその他の用に供する施設 イ 旅客の運送の用に供する電車、自動車その他の車両又は船舶（運行する路線又は就航する航路の起点及び終点が県内にあるものに限る。） |
| （13） | 図書館、博物館、美術館その他これらに類するもの |
| （14） | 動物園、植物園、遊園地その他これらに類するもの |
| （15） | 老人ホーム、保育所、福祉ホーム、老人福祉センター、児童厚生施設、身体障害者福祉センターその他これらに類するもの                                                                                    |
| （16） | 官公庁施設 |
| （17） | 前各項又は別表第2の各項に掲げる公共的施設が所在する建築物又は工作物（出入口、廊下、階段、エレベーター、便所その他の一般公共の用に供される区域に限る。）                                           |

- 別表第2[注釈 3]

| （1） | ア 飲食店 イ キャバレー、カフェー、ナイトクラブ、待合、料理店その他これらに類するもの |
| （2） | ホテル、旅館その他これらに類するもの |
| （3） | ア ゲームセンター、カラオケボックスその他これらに類するもの イ ダンスホール、マージャン屋、ぱちんこ屋その他これらに類するもの ウ 競馬場外の勝馬投票券発売所、競輪場外車券売場、場外勝舟投票券発売場その他これらに類するもの |
| （4） | 前各項又は別表第1（1）の項から（15）の項までに該当しないサービス業を営む店舗 |

## 条例施行の影響

### 飲食店等の反応
- 日本マクドナルドは神奈川県内の全店を全面禁煙化し、ファミリーレストラン「ロイヤルホスト」を展開するロイヤルホールディングスは、神奈川県内の全ての店舗を全面禁煙にした[9]。
- 一方で、喫煙客の多いバー「横浜ベイシェラトンホテル&タワーズ」の「ベイ・ウエスト」は、2010年（平成22年）4月1日の条例施行後も喫煙可能とした。1年後の2011年（平成23年）3月31日まで設定された「罰則適用の猶予期間」を利用して引き続き喫煙可能とした[9]。
- なお、条例では小規模な飲食店等について、厨房以外の床面積が100m2以下であれば、禁煙または分煙の措置をとることを「努力義務」に留めたため（条例21条の「特例第2種施設」）、産経新聞（2010年3月30日付）の記事では、「条例逃れ」のため厨房スペースの拡大を真剣に検討している飲食店もあると報道された[9]。
- 条例施行翌日の神奈川新聞の記事（2010年4月2日付）によれば、神奈川県の都県境周辺に位置する川崎市・相模原市の商業施設や、観光地である湯河原町（湯河原温泉）・箱根町（箱根温泉）のホテルや飲食店などからは、喫煙者の客が他の都県に流失することを危惧する声が上がった[10]。なお、JR町田駅南口は、神奈川県相模原市と東京都町田市との境目となっており、県都境を跨いで商業施設が広がっている。同日の神奈川新聞の記事上で、県内の都県境から100mほどの場所で居酒屋を経営する店主は「店内を禁煙にすれば喫煙者は相模原側の店に来なくなる」とし、喫煙者が町田市側に移ることを危惧するコメントを述べた[10]。
- 日本国内唯一の分煙装置専業メーカーである「トルネックス」では、一般的な分煙設備の費用は30万円から40万円（設備工事費を除く）だが、神奈川県の条例では分煙に際して煙の量も規制しているため「条例をクリアするにはさらに高価で高機能の機種にする必要がある」としている[9][11]。
- 2010年夏以降、受動喫煙防止条例による経済への影響について、条例により需要増を期待できる産業と需要減が見込まれる産業の11業種を富士経済がヒアリング、三菱UFJリサーチ&コンサルティングが試算したところによると、2010年で-54.88億円、2011年で-106.48億円、2012年で-76億円の3年間合計で-273.36億円となり、飲食店業界のみを見た場合には、2010年で-76.5億円、2011年で-62億円、2012年で-28.8億円の-167.3億円となる、との試算結果が算出されたことを日経レストランが報じた[12]。その一方で、受動喫煙防止のための規制として全面禁煙か分煙とするかの問題については、三菱総合研究所は研究レポートにおいて「全面禁煙規制を実施した場合は、4兆1544億円のプラスの経済的影響、分煙規制を実施した場合は1兆2628億円のマイナスの経済的影響が発生する」との試算を発表した[13]。

### 知事に対する脅迫事件
- 2009年（平成21年）10月9日には、条例の成立施行を受けて「条例提出者である松沢成文神奈川県知事を狙撃する」と、総理大臣官邸宛に電子メールを送った男が、脅迫容疑で横浜地方検察庁に書類送検された[14]。

## 他の自治体への波及
- 兵庫県では、2012年（平成24年）に「受動喫煙の防止等に関する条例」を制定し、同年3月21日付で公布、2013年（平成25年）4月1日付で施行された[15]。ただし罰則規定は2013年（平成25年）10月1日より施行。民間施設等については各種義務等の規定は2014年（平成26年）4月1日から、罰則規定は同年10月1日から適用された。
- 東京都では、2020年東京オリンピック・パラリンピック開催に向け、2018年（平成30年）に「東京都受動喫煙防止条例」を制定し、2020年4月1日付で全面施行された[16]。